# ヒマヴァット
ヒマヴァット（サンスクリット語: हिमवत्, Himavat、「雪に覆われた」の意）とは、インド神話の山神でヒマラヤ山脈（ヒマヴァット山脈とも呼ばれる）の神格化である。ヒマヴァットは古代ネパールのヒマラヤ王国の統治者であり、叙事詩『マハーバーラタ』にも登場する。ヒマヴァント（サンスクリット語: हिमवन्त, Himavant）、ヒマヴァーン（サンスクリット語: हिमवान्,, Himavān）、ヒマラージャ（サンスクリット語: हिमराज, Himarāja、「雪の王」の意）またはパルヴァテーシュヴァラ（サンスクリット語: पर्वतेश्वर, Parvateśvara、「山々の王」の意）とも呼ぶ。
ヒマヴァットはガンジス川の女神ガンガー、シヴァの配偶神であるラーギニやパールヴァティーの父である。彼の神妃はメーナヴァティーで、メール山の娘である。
ヒマヴァットについての神話は『ブラフマーンダ・プラーナ』や『ケーナ・ウパニシャッド』にも出てくる。